# Пискуха руда
Пискуха руда (Ochotona rutila) — вид гризунів з роду Пискуха (Ochotona) родини пискухових (Ochotonidae).

## Морфологія
Довжина тіла від 19,6 до 23 сантиметрів, вуха від 27 до 29 мм, задні ступні від 36 до 39 мм, вага 220—320 грамів. Має яскраве червонувато-коричневе хутро влітку. Черево біле, з іржаво-червоними горизонтальними смугами на горлі. Вуха сіро-чорні зовні, шия має білі плями за вухами, які можуть утворювати жовтувато-білий комір. Взимку, спина світло-коричневого кольору.

## Середовище проживання
Країни проживання: Китай (Сіньцзян), Казахстан, Киргизстан, Таджикистан, Узбекистан. Присутні на висоті від 2000 м до 3000 м. Типові місця існування це скелясті схили з рослинністю від ялинових лісів до субальпійських лук.

## Життя

### Поведінка
Асоціальні й територіальні. Зазвичай мають невелике, стабільне населення і великі оселища. Вони можуть бути знайдені в парах або сімейних групах, але ніколи не утворюють великих скупчень або колоній. Території, як правило, підтримують пари, а не індивідуально. Особи, пари, сім'ї або групи тримаються на відстані від 50 до 100 м від сусідів. Активні при відносно високій температурі тіла (40,1 С), і мають низьку толерантність до підвищення температури тіла. В результаті, пискухи регулюють свою температуру тіла, змінюючи поведінку. У спекотні літні дні, пискухи можуть стати неактивними, щоб мінімізувати підвищення температури тіла. Справді, як сутінковий вид, O. rutila взагалі може уникати активності в денний час і найбільш активні у сутінках. У літні місяці і на початку осені, пискухи збирають їжу на зиму.
Вид травоїдний і споживає квіти, зелене листя, і молоді пагони трав та інших рослин при їх наявності. Є багато хижаків, в тому числі хижі птахи, псові і мустелові (особливо, Mustela erminea).

### Відтворення
Розмножуються сезонно у весняні і літні місяці. Зазвичай мають від 2 до 3 виводків на рік від 2 до 6 дитинчат у кожному. Дитинчата народжуються покриті шерстю. Слух з'являється за 9 днів від народження і зір на 13—14. Молодь стає незалежною від батьків за 20 днів. Вони можуть залишатися коло своїх батьків під час їх першого літа. Обидві статі досягають статевої зрілості приблизно у віці одного року.

### Довголіття
Живуть близько 3 років. Близько 22 % переживають другу зиму.

## Загрози та охорона
Серйозних загроз виявлено не було.